# Beamys major
Beamys major là một loài động vật có vú trong họ Nesomyidae, bộ Gặm nhấm. Loài này được Dollman mô tả năm 1914.